# Enriquebeltrania disjuncta
Enriquebeltrania disjuncta är en törelväxtart som beskrevs av De-nova och Victoria Sosa. Enriquebeltrania disjuncta ingår i släktet Enriquebeltrania och familjen törelväxter. Inga underarter finns listade i Catalogue of Life.